# Машина эмоций
«Машина эмоций: здравое мышление, искусственный интеллект и будущее человеческого разума» — научно-популярная книга учёного-когнитивиста, сооснователя лаборатории информатики и искусственного интеллекта в MIT, Марвина Мински, опубликованная в 2006 году. В этой книге Мински развивает идеи, представленные ранее в книге «Сообщество Разума» (Society of Mind).
Мински утверждает, что эмоции — это один способ мышления, который используется мозгом для увеличения интеллекта. Он ставит под сомнение четкое разграничение между эмоциями и другими типами мыслительной деятельности. Его главный аргумент состоит в том, что эмоции — это «способы мышления», которые помогают справляться с разными «типами задач», возникающих в жизни. Мозг, утверждает он, использует основанные на правилах механизмы (так называемые селекторы), чтобы активировать соответствующие эмоции для решения тех или иных задач.
В книге также обсуждаются отдельные достижения в области искусственного интеллекта. Мински предлагает задуматься, почему репликация человеческого поведения с помощью искусственного интеллекта представляет собой сложную задачу; способен ли искусственный интеллект мыслить, если да — то как именно; а также, в каком виде он может испытывать затруднения или получать удовольствие.
Книга была издана на русском языке в 2020 году.

## Основное содержание
Автор основополагающих статей в области искусственного интеллекта, восприятия и языка Марвин Мински в книге «Машина эмоций» развил идеи, представленные впервые в книге «Сообщество разума».
В книге «Машина эмоций» Марвин Мински предлагает новую интересную модель того, как работает наш разум. Он доказывает, что эмоции, интуиция и чувства — это не отдельные вещи, а разные способы мышления. Изучая эти разные формы умственной активности, Мински приходит к выводу, что мы можем объяснить, почему наше мышление иногда принимает форму тщательно продуманного анализа, а в других случаях превращается в эмоции. Эмоциональные состояния, такие как любовь и стыд, не являются противоположностью рационального мышления, они оба, утверждает Мински, являются способами мышления.
Учёный уверенно заявляет, что все явления, которые мы часто приписываем только людям и рассматриваем как исключительно человеческие, могут быть свойственны и разумным машинам. Первая глава книги называется «Влюбленность» («Falling in Love»). Мински разбирает человеческие чувства на механизмы, которые, с точки зрения, говорят о том, что мы можем создать их внутри вычислительной системы, если будем использовать правильный подход: сначала понять, что происходит с нами.
Далее он убедительно показывает, как наш разум прогрессирует от простых инстинктивных мыслей к более сложным формам, таким как сознание или самосознание. Мински утверждает, что, поскольку мы склонны рассматривать наше мышление как фрагментированное, мы не понимаем, какими сильными мыслителями мы являемся на самом деле.
Если мышление можно понять как пошаговый процесс, предполагает Мински, то мы сможем построить машины (искусственный интеллект), которые не только могут помочь нашему мышлению, думая так же, как мы, но и обладают потенциалом. Они смогут быть такими же сознательными, как и мы.
Автор призывает задуматься над тем, что значат наши чувства, что значат наши эмоции, как работает наше сознание и неосознанная деятельность мозга. Отсутствие понимания естественного интеллекта пока остается самой большой проблемой искусственного интеллекта утверждает Мински.

## Об авторе

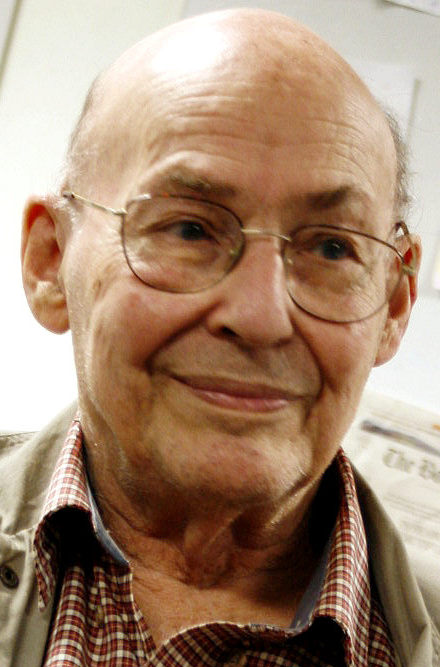
Марвин Мински

Марвин Мински (1927—2016) родился в 1927 году в Нью-Йорке. Учился в Высшей научной школе Бронкса, окончил академию Филлипса в городе Эндовер. В 1944—1945 гг. служил в ВМС США. Защитил диссертации в Гарвардском (1950) и Принстонском университетах (1954). С 1958 года был сотрудником Массачусетского технологического института.
В 1959 году вместе с Джоном Маккарти основал лабораторию информатики и искусственного интеллекта в Массачусетском технологическом институте. До 2016 года оставался профессором информационных искусств и наук, профессором электроники и электротехники и профессором вычислительных наук.
Вместе с Сеймуром Пейпертом создал первую «черепашку» на языке Logo. В 1951 году сконструировал первую обучающуюся машину со случайно связанной нейросетью — SNARC.
Исследования Мински привели ко многим достижениям в области искусственного интеллекта, психологии, физической оптики, математики и теории вычислений. Он внес большой вклад в области компьютерной графики, знаний и семантики, машинного зрения и машинного обучения. Мински также занимался технологиями для исследования космоса.

## Краткое описание
Мински описывает книгу следующим образом:
1. «Мы рождаемся со многими умственными способностями».
2. «Мы учимся, взаимодействуя с другими людьми».
3. «Эмоции — это разные способы мышления».
4. «Мы учимся обдумывать свои недавние мысли».
5. «Мы учимся мыслить на нескольких уровнях».
6. «Мы накапливаем огромные запасы знаний, основанных на здравом смысле».
7. «Мы переключаемся между различными способами мышления».
8. «Мы находим множество способов представления вещей».
9. «Мы создаем множество моделей самих себя».

## Цитаты
Максим Таланов, кандидат технических наук, руководитель кафедры Интеллектуальной робототехники и Лаборатории машинного понимания ИТИС Казанского федерального университета:
Работа «The emotion machine» — это не просто рассмотрение роли эмоций в жизни человека и попытка её отобразить на вычислительную систему. Самое главное — в ней есть связная, нейробиологически точная картина человеческого мышления, что дает серьёзные основания для того, чтобы воплотить его в виде вычислительной архитектуры на основе современных компьютеров. Книга абсолютно уникальна тем, что описывает психологические феномены с точки зрения создателей искусственного интеллекта, с точки зрения программистов. Она дает широкую картину того, как работает психика человека, как мы принимаем решения, как мы думаем, как мы рефлексируем, как мы творчески мыслим, что такое гениальность и так далее.